# توري (بوليا)
توري (بالإيطالية: Turi)‏ هي بلدة وبلدية في مقاطعة باري في إقليم بوليا في جنوب إيطاليا..

## السكان
في سنة 1861 بلغ عدد السكان 5٬544 نسمة، وتطور العدد ليصل في سنة 2011 لـ 12٬748 نسمة.
يظهر هذا المخطط البياني تطور النمو السكاني لـ توري (بوليا)

## توأمة
لتوري (بوليا) اتفاقيات توأمة مع كل من:
- سيجانا
- Roeser [الإنجليزية]‏
- الداخلة